# Leda Gloria
Leda Gloria, pseudonimo di Leda Nicoletti Data (Roma, 30 agosto 1908 – Roma, 16 marzo 1997), è stata un'attrice italiana.

## Biografia
Debuttò giovanissima in alcuni film muti prodotti a Roma alla fine degli anni venti, abbandonando gli studi musicali come arpista. Nel 1931 l'incontro con Blasetti, che la fece scritturare per la pellicola Terra madre, con il quale iniziò una lunga carriera di attrice in oltre settanta film, tra cui il più famoso Napoli milionaria (1950), con Eduardo De Filippo, anche se forse viene ricordata prevalentemente per il ruolo della moglie di Peppone nella serie di Don Camillo, al fianco di Gino Cervi e di Fernandel, con cui reciterà nel 1958 nel film La legge è legge, con Totò.
Attiva anche in lavori teatrali sia nella compagnia di Giulio Donadio, che in alcuni spettacoli del teatro di rivista della metà degli anni. 
Morì a Roma quasi novantenne.

## Filmografia

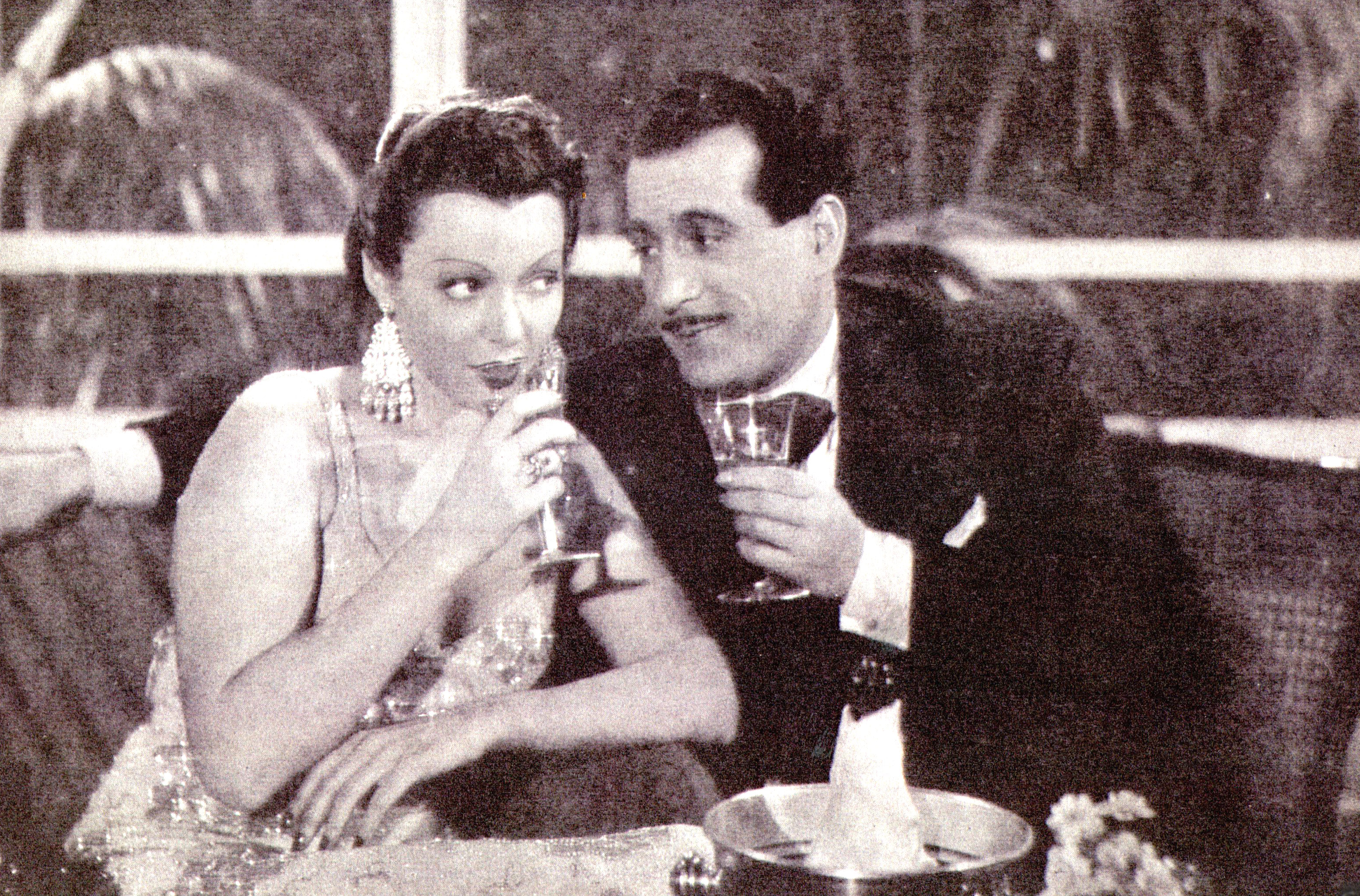
Leda Gloria con Peppino De Filippo in Notte di fortuna (1941)

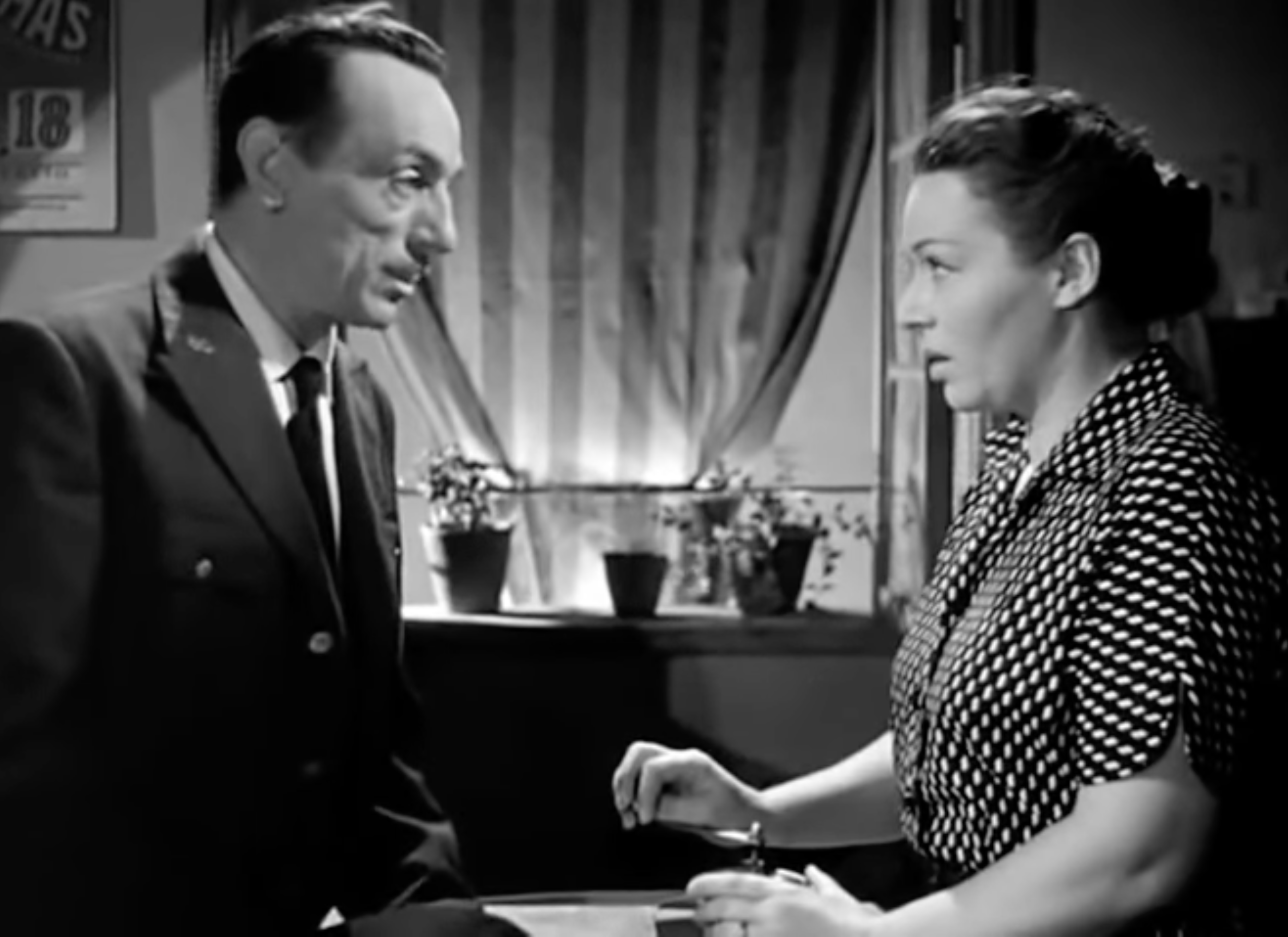
Leda Gloria con Eduardo De Filippo in Le ragazze di piazza di Spagna (1952)

Leda Gloria con Fernandel in Don Camillo e l'onorevole Peppone (1955)

- Ragazze non scherzate, regia di Alfred Lind (1929)
- Terra d'incanti, regia di Nicola Fausto Neroni (1930)
- Es gibt eine Frau, die dich niemals vergißt (Redemption), regia di Leo Mittler (1931)
- Terra madre, regia di Alessandro Blasetti (1931)
- Stella del cinema, regia di Mario Almirante (1931)
- Figaro e la sua gran giornata, regia di Mario Camerini (1931)
- Palio, regia di Alessandro Blasetti (1932)
- L'armata azzurra, regia di Gennaro Righelli (1932)
- La tavola dei poveri, regia di Alessandro Blasetti (1932)
- Il trattato scomparso, regia di Mario Bonnard (1933)
- Oggi sposi, regia di Guido Brignone (1934)
- Il cappello a tre punte, regia di Mario Camerini (1934)
- L'aria del continente, regia di Gennaro Righelli (1935)
- Milizia territoriale, regia di Mario Bonnard (1935)
- Nozze vagabonde, regia di Guido Brignone (1936)
- L'ambasciatore, regia di Baldassarre Negroni (1936)
- Sette giorni all'altro mondo, regia di Mario Mattoli (1936)
- Arma bianca, regia di Ferdinando Maria Poggioli (1936)
- I tre desideri, regia di Giorgio Ferroni (1937)
- Duetto vagabondo, regia di Guglielmo Giannini (1938)
- Il marchese di Ruvolito, regia di Raffaello Matarazzo (1938)
- Montevergine, regia di Carlo Campogalliani (1939)
- La reggia sul fiume, regia di Alberto Salvi (1940)
- Antonio Meucci, regia di Enrico Guazzoni (1940)
- Il cavaliere di Kruja, regia di Carlo Campogalliani (1941)
- Notte di fortuna, regia di Raffaello Matarazzo (1941)
- Anime in tumulto, regia di Giulio Del Torre (1942)
- La signorina, regia di László Kish (1942)
- La pantera nera, regia di Domenico Gambino (1942)
- La moglie in castigo, regia di Leo Menardi (1943)
- Dagli Appennini alle Ande, regia di Flavio Calzavara (1943)
- Redenzione, regia di Marcello Albani (1943)
- Vietato ai minorenni, regia di Mario Massa (1944)
- Il mulino del Po, regia di Alberto Lattuada (1948)
- Vogliamoci bene!, regia di Paolo William Tamburella (1949)
- Napoli milionaria, regia di Eduardo De Filippo (1950)
- Luna rossa, regia di Armando Fizzarotti (1951)
- L'eterna catena, regia di Anton Giulio Majano (1951)
- Ultimo incontro, regia di Gianni Franciolini (1951)
- Strano appuntamento, regia di Dezső Ákos Hamza (1951)
- Don Camillo, regia di Julien Duvivier (1952)
- Il cappotto, regia di Alberto Lattuada (1952)
- Le ragazze di piazza di Spagna, regia di Luciano Emmer (1952)
- Rosalba, la fanciulla di Pompei, regia di Natale Montillo (1952)
- Ergastolo, regia di Luigi Capuano (1952)
- Non è mai troppo tardi, regia di Filippo Walter Ratti (1953)
- Il ritorno di don Camillo, regia di Julien Duvivier (1953)
- Me li mangio vivi!, regia di Henri Verneuil (1953)
- Cuore di mamma, regia di Luigi Capuano (1954)
- Il barcaiolo di Amalfi, regia di Mino Roli (1954)
- Don Camillo e l'onorevole Peppone, regia di Carmine Gallone (1955)
- Ballata tragica, regia di Luigi Capuano (1955)
- Luna nova, regia di Luigi Capuano (1955)
- Torna piccina mia!, regia di Carlo Campogalliani (1955)
- Guendalina, regia di Alberto Lattuada (1956)
- Era di venerdì 17, regia di Mario Soldati (1956)
- Ciao, pais..., regia di Osvaldo Langini (1956)
- Serenata a Maria, regia di Luigi Capuano (1957)
- Il cocco di mamma, regia di Mauro Morassi (1957)
- Amaramente, regia di Luigi Capuano (1957)
- La sposa, regia di Natale Montillo (1958)
- La legge è legge, regia di Christian-Jaque (1958)
- La donna di ghiaccio, regia di Antonio Racioppi (1960)
- Don Camillo monsignore... ma non troppo, regia di Carmine Gallone (1961)
- Fernandel, scopa e pennel (Cocagne), regia di Maurice Cloche (1961)
- Il compagno don Camillo, regia di Luigi Comencini (1965)
- Don Camillo e i giovani d'oggi, regia di Christian-Jaque (1970) – film incompiuto

## Doppiatrici italiane
- Rina Morelli in Don Camillo e l'onorevole Peppone, Don Camillo monsignore...ma non troppo
- Lydia Simoneschi in Luna rossa
- Giovanna Scotto in Torna piccina mia!
- Franca Dominici in Il compagno don Camillo